# Markéta Světlíková
Markéta Světlíková (* 16. ledna 1955 Kolín) je česká herečka a pedagožka.

## Životopis
Narodila se 16. ledna 1955 v Kolíně. Jejím otcem byl překladatel a spisovatel Eduard Světlík. Oba její rodiče pomáhali v místním divadle. Ve svých šestnácti letech byla v castingu vybrána do filmu Metráček, ve kterém si zahrála hlavní postavu Jitku Pažoutovou, přezdívanou "Metráček" kvůli své nadváze. Ta se pro svou váhu potácí s posměšky a šikanou svých vrstevníků. Konkurzu na tuto roli se účastnila i herečka Libuše Šafránková.
Po této roli si zahrála ještě v několika filmech, například v Holka na zabití, Parta hic, Čarodějky z předměstí a Deváté srdce.
Vystudovala pražskou konzervatoř. Později působila v divadlech v Hradci Králové, Příbrami, Kolíně a v pražském Semaforu. V 90. letech 20. století založila Divadlo dětí na Malé Straně v Praze. Zrežírovala několik divadelních her a začala se věnovat hledání mladých talentovaných herců.
V roce 1997 absolvovala pražskou Divadelní fakultu Akademii múzických umění, obor výchovné dramatiky a začala pracovat jako učitelka. Jejím posledním filmem byla komedie Dámě kord nesluší?.

## Filmografie (výběr)
- Metráček (1971)
- Kamarádi (1973)
- Holka na zabití (1975)
- Parta hic (1976)
- Den pro mou lásku (1976)
- Kam, pánové, kam jdete? (1988)
- Čas sluhů (1989)
- Čarodějky z předměstí (1990)
- Dámě kord nesluší? (1999)